# Cujmir
Cujmir – wieś w Rumunii, w okręgu Mehedinți, w gminie Cujmir. W 2011 roku liczyła 2096 mieszkańców.